# Viby hembygdsgård

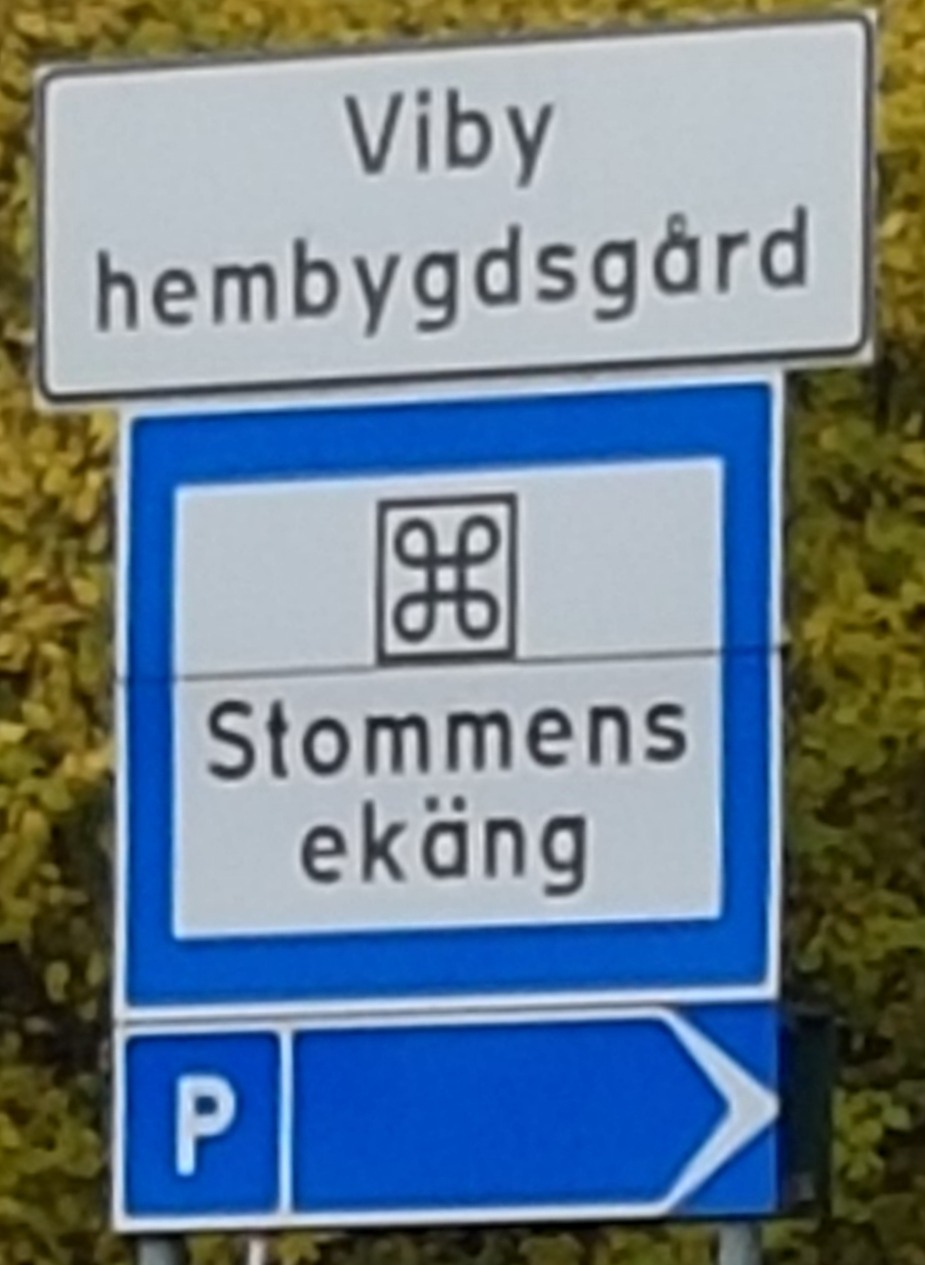
Viby hembygdsgård

Viby hembygdsgård drivs av Viby hembygdsförening och är ett lokalhistoriskt museum. 
Viby hembygdsgård bildades i samband med att Thure Bergsten byggde ett nytt bostadshus och erbjöd sitt gamla hus som gåva till Viby socken 1933. Fastigheten som ursprungligen uppfördes av rektorn vid Örebro skola Anders Grundmark i Odensvi under 1700-talet mitt. Efter att man konsulterat landsantikvarien Bertil Waldén bildade ett femtiotal hembygdsintresserade med Torsten Thorsell som ordförande Viby hembygdsförening.

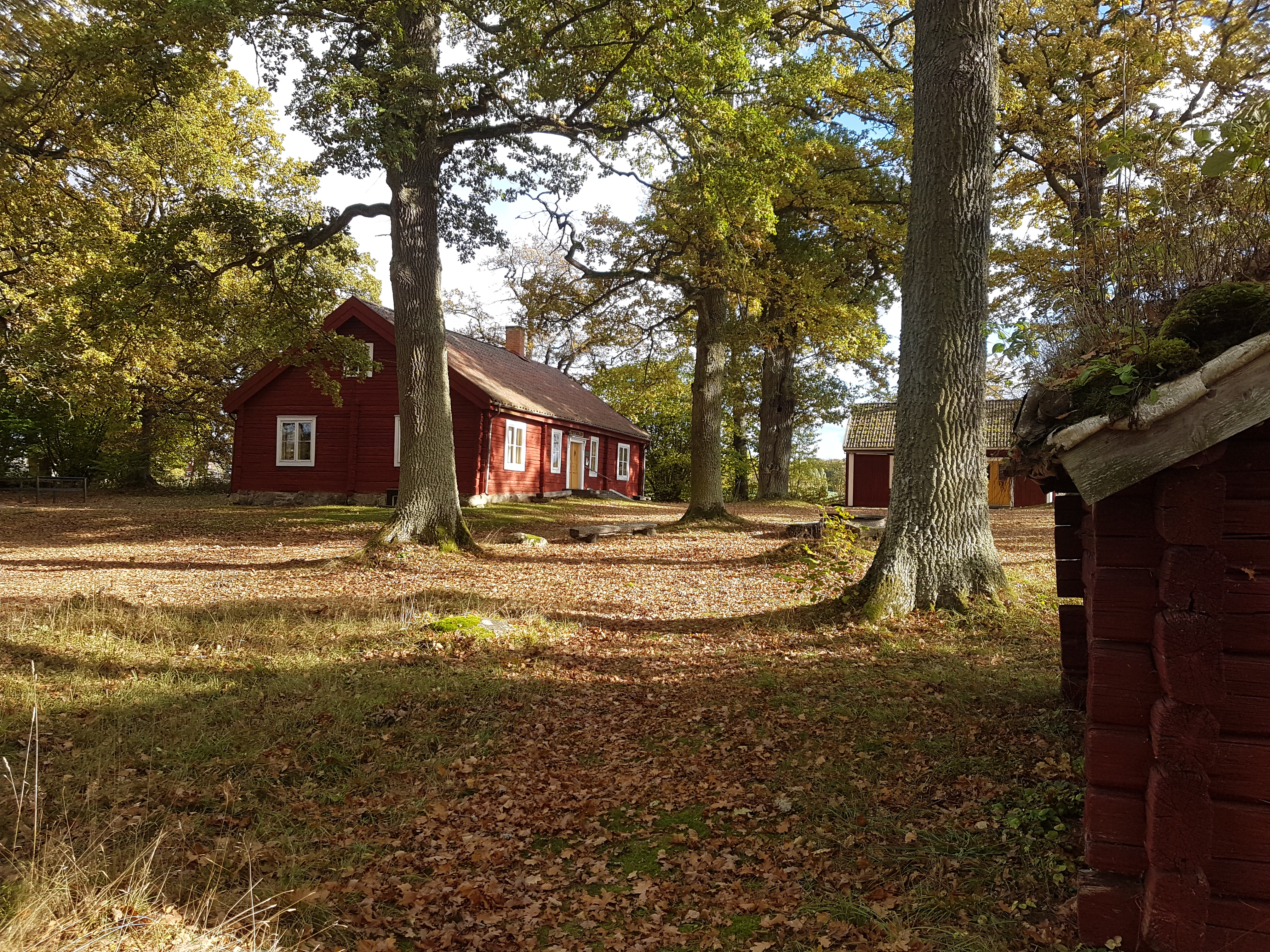
Viby hembygdsgård

Första uppgiften för den nybildade föreningen blev att finna en lämplig tomt för huset samt att ordna finansieringen av flyttningen. Efter underhandling med Viby kyrkoråd fick man arrendera Stommens ekäng och byggnaden flyttades dit och kunde invigas 1938. Samtidigt inledde man en insamling av äldre möbler, jordbruks- och hushållsredskap som idag omfattar flera tusen föremål. Förutom vården av föreningens föremål och byggnader arrangeras föredrag, studiecirklar och olika traditionella fester med en Vibydag under hösten.

## Huvudbyggnad

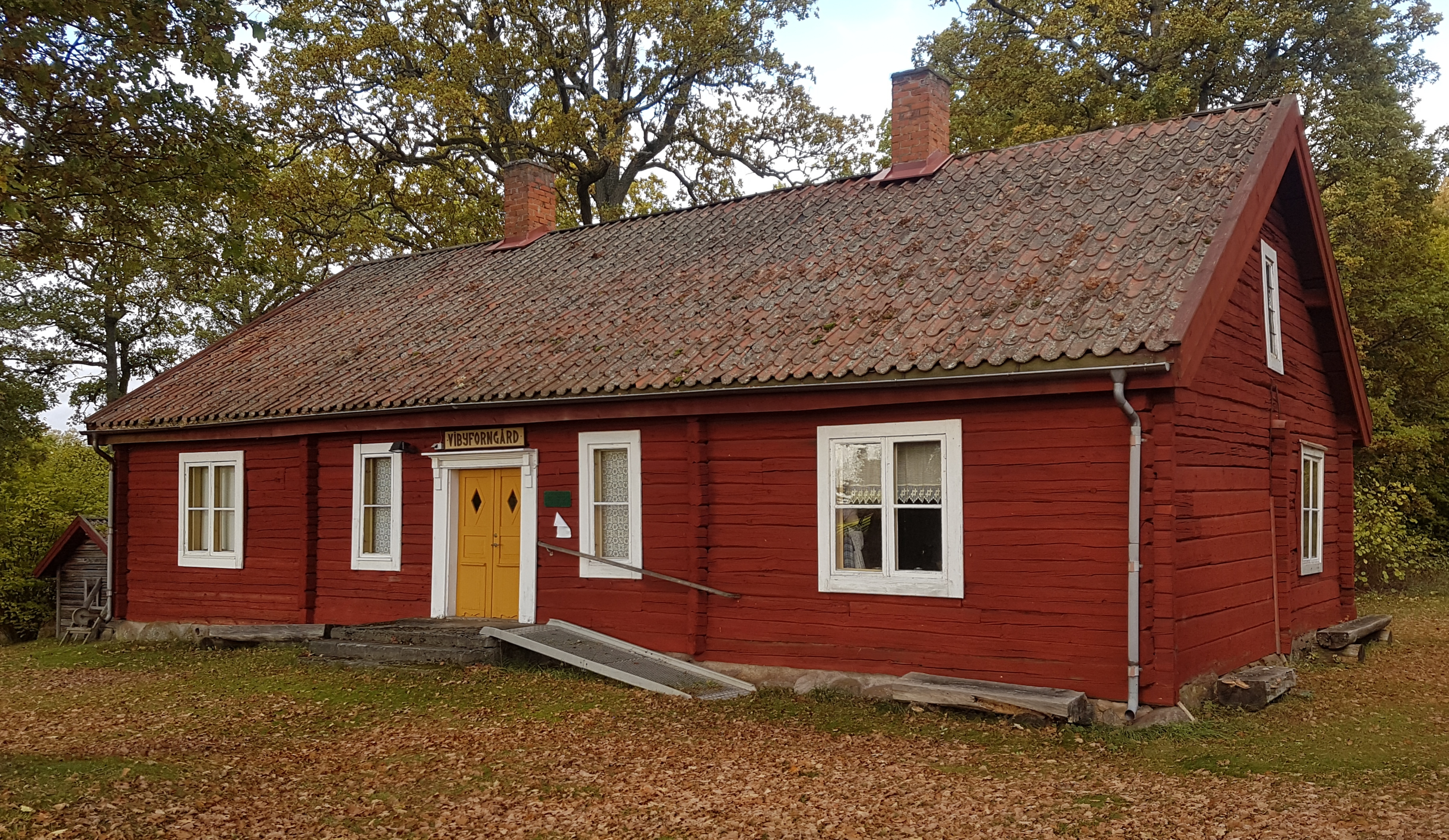
Huvudbyggnaden vid Viby hembygdsgård

Byggnaden som är en timmerbyggnad uppfördes ursprungligen i Odensvi under 1700-talet mitt. Husets planlösning är sex rum på nedervåningen med en stor oinredd vind. Huset är inrett med tidstypiska möbler och köksattiraljer. Dessutom förvaras flera husskyltar från de olika soldattorpen som tillhörde Geråsens herrgård, Sjöstorp och Väla. I ett av rummen finns ett stort väggskåp som enligt muntlig tradition tidigare ingått i den fasta inredningen i Skagershults gamla kyrka.

## Skomakarbyggnaden

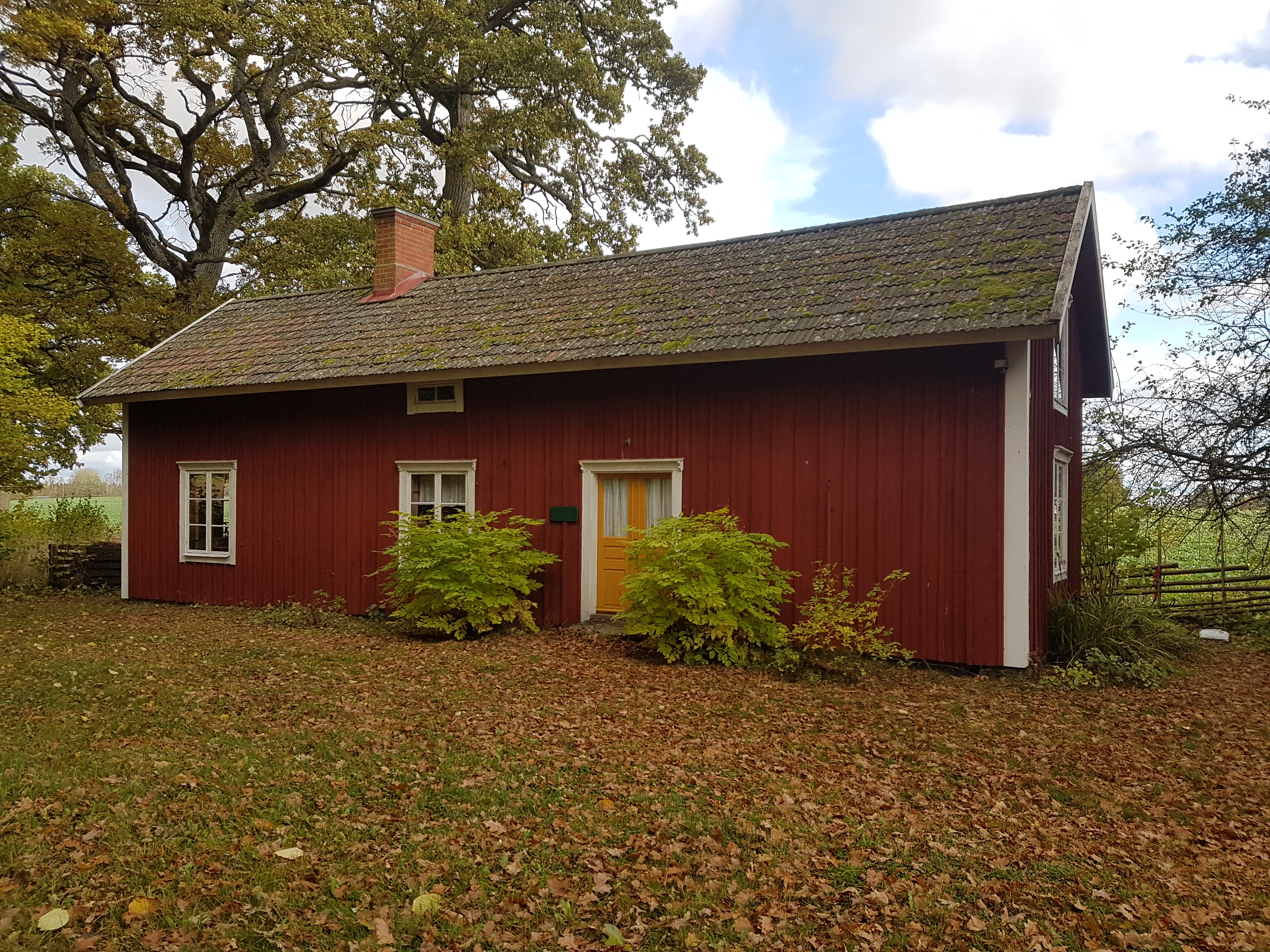
Skomakarstugan

Skomakarbyggnaden uppfördes i Östansjö som en kombinerad handelsbod och skomakarverkstad. På vinden finns en skolsal och drängkammare. När skomakaren Isak Carlsson i Gatugårda avslutade sin verksamhet skänkte han byggnaden och samtliga verktyg han använt i sin produktion.

## Fallastugan

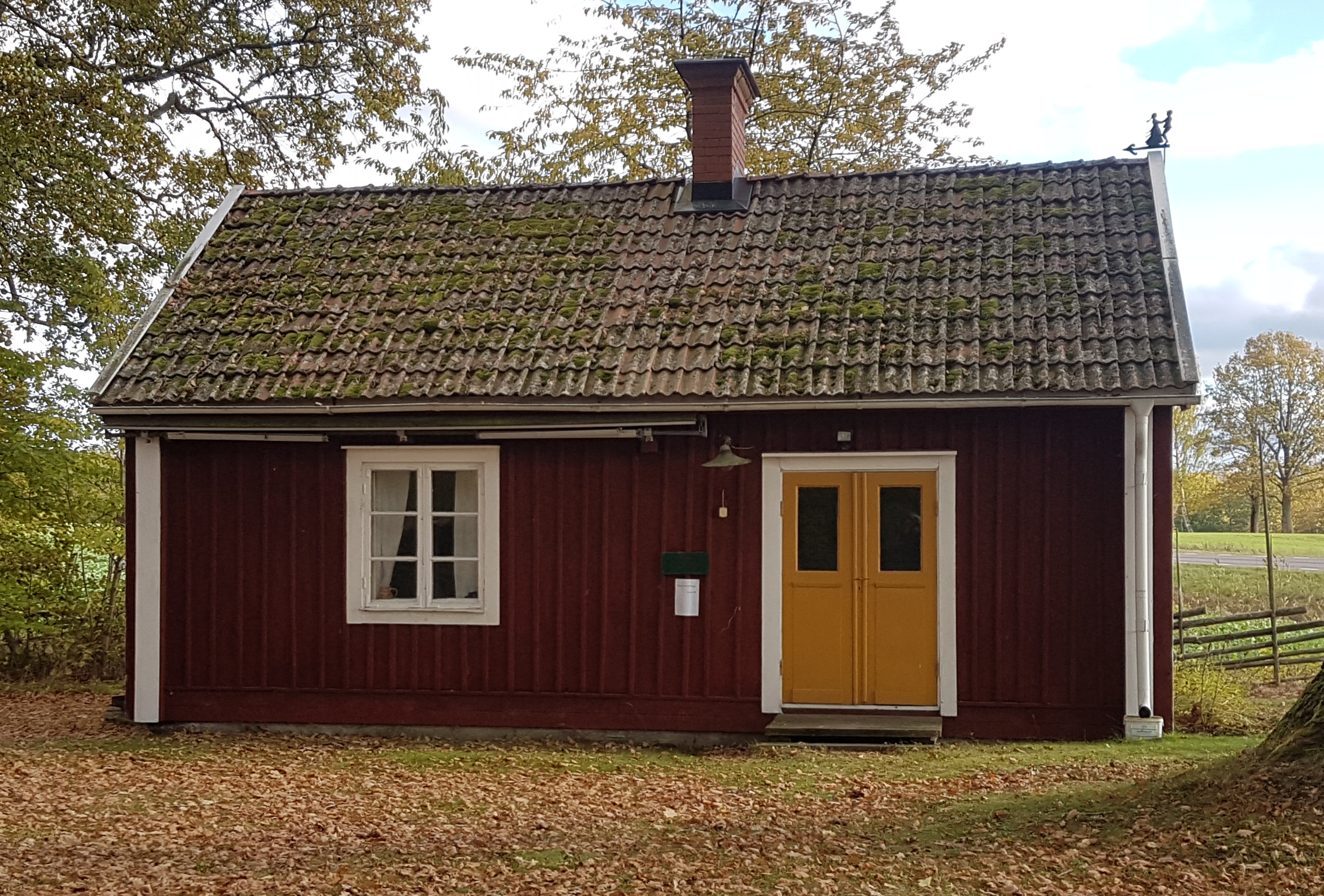
Fallastugan byggd 1859

När E20 ändrade sträckning förbi Vretstorp på 1990-talet löste vägverket in flera fastigheter. Två äldre torp skänktes till hembygdsföreningen som sålde ena byggnaden för att finansiera flytten av den andra byggnaden som tidigare varit placerad i Falla. Huset är ursprungligen uppfört 1859 och placerades som en flygel till hembygdsgårdens huvudbyggnad. Huset innanmäte renoverades till modern standard med isolering som möjliggör användning året runt och ett kök där föreningens kaféverksamhet kan skötas. Huset används även till mindre samlingar och vid föreningens kursverksamhet.

## Övriga byggnader
Till hembygdsgården finns flera ekonomibyggnader. Under 1959 donerades en längre uthuslänga från Nyland som följdes av en gammal smedja och en liten ängslada från Gropbäcken. En större smedja skänktes från Vallby 2004. Runt boningshusen har man anlagt rabatter där man odlar äldre tiders kulturväxter.

## Namnet Stommen
Namnet Stommen kommer från den tid Viby församling ägde marken. I äldre tid användes den av församlingens präst i dennes självhushåll. Namnet kan härledas till  fornsvenskan där betydelsen är jordstycket som tillhörde prästen eller prästhemman. I äldre tider användes även ängen som parkeringsplats för de hästar som förde besökare till Viby kyrka.